# Liste der Lieder von Disturbed

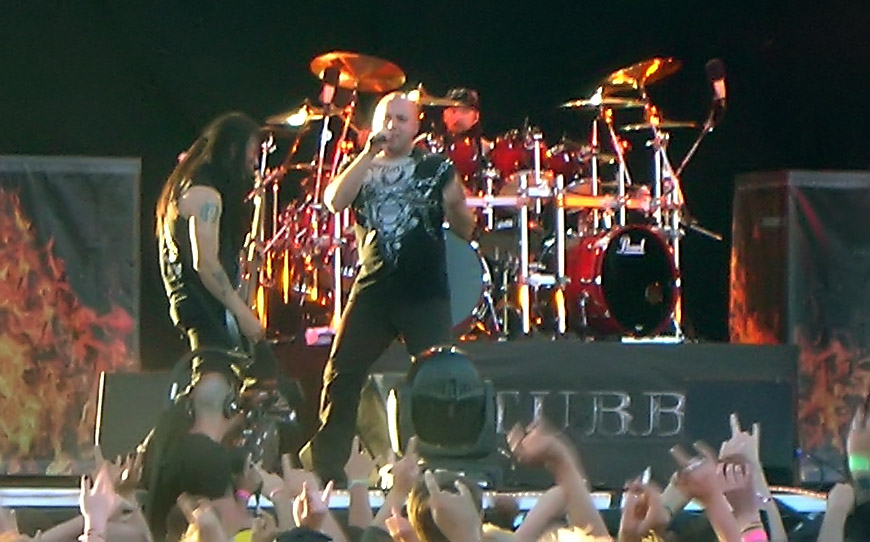
Disturbed live 2008

Dies ist eine Liste der Lieder der US-amerikanischen Metal-Band Disturbed. Die Liste ist alphabetisch sortiert.

## Legende
- Titel: Nennt den Namen des Liedes. Coverversionen sind blau unterlegt Die Originalinterpreten werden darunter genannt.
- Autoren: Nennt die Autoren des Liedes.
- Album: Nennt das Album, auf dem das Lied erschien. Bei orange markierten Titeln handelt es sich um Bonustracks, die nicht auf allen Versionen des Albums vertreten sind.
- Jahr: Nennt das Veröffentlichungsjahr.

## Die Lieder

### A
| # | Titel              | Autoren                                                | Album              | Jahr |
| - | ------------------ | ------------------------------------------------------ | ------------------ | ---- |
| 1 | A Reason to Fight  | Dan Donegan, Mike Wengren, David Draiman, Kevin Churko | Evolution          | 2018 |
| 2 | A Welcome Burden   | Dan Donegan, Mike Wengren, David Draiman, Steve Kmak   | The Sickness       | 2000 |
| 3 | Already Gone       | Dan Donegan, Mike Wengren, David Draiman, Kevin Churko | Evolution          | 2018 |
| 4 | The Animal         | Dan Donegan, Mike Wengren, David Draiman               | Asylum             | 2010 |
| 5 | Another Way to Die | Dan Donegan, Mike Wengren, David Draiman               | Asylum             | 2010 |
| 6 | Are You Ready      | Dan Donegan, Mike Wengren, David Draiman, Kevin Churko | Evolution          | 2018 |
| 7 | Asylum             | Dan Donegan, Mike Wengren, David Draiman               | Asylum             | 2010 |
| 8 | Avarice            | Dan Donegan, Mike Wengren, David Draiman               | Ten Thousand Fists | 2005 |
| 9 | Awaken             | Dan Donegan, Mike Wengren, David Draiman               | Believe            | 2002 |

### B
| # | Titel                  | Autoren                                                | Album        | Jahr |
| - | ---------------------- | ------------------------------------------------------ | ------------ | ---- |
| 2 | Bad Man                | Dan Donegan, Mike Wengren, David Draiman, Drew Fulk    | Divisive     | 2022 |
| 3 | Believe                | Dan Donegan, Mike Wengren, David Draiman, Steve Kmak   | Believe      | 2002 |
| 4 | Best Ones Lie          | Dan Donegan, Mike Wengren, David Draiman, Kevin Churko | Evolution    | 2018 |
| 5 | Bound                  | Dan Donegan, Mike Wengren, David Draiman, Steve Kmak   | Believe      | 2002 |
| 6 | The Brave and the Bold | Dan Donegan, Mike Wengren, David Draiman               | Immortalized | 2015 |
| 7 | Breathe                | Dan Donegan, Mike Wengren, David Draiman, Steve Kmak   | Believe      | 2002 |

### C
| # | Titel     | Autoren                                              | Album          | Jahr |
| - | --------- | ---------------------------------------------------- | -------------- | ---- |
| 1 | Conflict  | Dan Donegan, Mike Wengren, David Draiman, Steve Kmak | The Sickness   | 2000 |
| 2 | Criminal  | Dan Donegan, Mike Wengren, David Draiman             | Indestructible | 2008 |
| 3 | Crucified | Dan Donegan, Mike Wengren, David Draiman             | Asylum         | 2010 |
| 4 | The Curse | Dan Donegan, Mike Wengren, David Draiman             | Indestructible | 2008 |

### D
| #  | Titel                  | Autoren                                              | Album                | Jahr |
| -- | ---------------------- | ---------------------------------------------------- | -------------------- | ---- |
| 1  | Darkness               | Dan Donegan, David Draiman                           | Believe              | 2002 |
| 2  | Decadence              | Dan Donegan, Mike Wengren, David Draiman             | Ten Thousand Fists   | 2005 |
| 3  | Deceiver               | Dan Donegan, Mike Wengren, David Draiman             | Indestructible       | 2008 |
| 4  | Dehumanized            | Dan Donegan, Mike Wengren, David Draiman, Steve Kmak | Music as a Weapon II | 2003 |
| 5  | Deify You              | Dan Donegan, Mike Wengren, David Draiman             | Ten Thousand Fists   | 2005 |
| 6  | Devour                 | Dan Donegan, Mike Wengren, David Draiman, Steve Kmak | Believe              | 2002 |
| 7  | Divide                 | Dan Donegan, Mike Wengren, David Draiman             | Indestructible       | 2008 |
| 8  | Divisive               | Dan Donegan, Mike Wengren, David Draiman             | Divisive             | 2022 |
| 9  | Don’t Tell Me          | Dan Donegan, Mike Wengren, David Draiman, Drew Fulk  | Divisive             | 2022 |
| 10 | Down with the Sickness | Dan Donegan, Mike Wengren, David Draiman, Steve Kmak | The Sickness         | 2000 |
| 11 | Droppin’ Plates        | Dan Donegan, Mike Wengren, David Draiman, Steve Kmak | The Sickness         | 2000 |

### E
| # | Titel                | Autoren                                  | Album          | Jahr |
| - | -------------------- | ---------------------------------------- | -------------- | ---- |
| 1 | Enough               | Dan Donegan, Mike Wengren, David Draiman | Indestructible | 2008 |
| 2 | The Eye of the Storm | Dan Donegan                              | Immortalized   | 2015 |

### F
| # | Titel                     | Autoren                                                 | Album                | Jahr |
| - | ------------------------- | ------------------------------------------------------- | -------------------- | ---- |
| 1 | Facade                    | Dan Donegan, Mike Wengren, David Draiman                | Indestructible       | 2008 |
| 2 | Fade to Black (Metallica) | James Hetfield, Lars Ulrich, Kirk Hammett, Cliff Burton | Music as a Weapon II | 2003 |
| 3 | Fear                      | Dan Donegan, Mike Wengren, David Draiman, Steve Kmak    | The Sickness         | 2000 |
| 4 | Feeding the Fire          | Dan Donegan, Mike Wengren, David Draiman, Drew Fulk     | Divisive             | 2022 |
| 5 | Fire It Up                | Dan Donegan, Mike Wengren, David Draiman, Kevin Churko  | Immortalized         | 2015 |
| 6 | Forgiven                  | Dan Donegan, Mike Wengren, David Draiman                | The Thousand Fists   | 2005 |

### G
| # | Titel           | Autoren                                              | Album               | Jahr |
| - | --------------- | ---------------------------------------------------- | ------------------- | ---- |
| 1 | The Game        | Dan Donegan, Mike Wengren, David Draiman, Steve Kmak | The Sickness        | 2000 |
| 2 | Glass Shatters  | Dan Donegan, Mike Wengren, David Draiman, Steve Kmak | WWF Forceable Entry | 2001 |
| 3 | God of the Mind | Dan Donegan, Mike Wengren, David Draiman, Steve Kmak | The Sickness        | 2000 |
| 4 | Guarded         | Dan Donegan, Mike Wengren, David Draiman             | The Thousand Fists  | 2005 |

### H
| # | Titel               | Autoren                                                | Album              | Jahr |
| - | ------------------- | ------------------------------------------------------ | ------------------ | ---- |
| 1 | Haunted             | Dan Donegan, Mike Wengren, David Draiman               | Indestructible     | 2008 |
| 2 | Hell                | Dan Donegan, Mike Wengren, David Draiman               | The Thousand Fists | 2005 |
| 3 | Hey You             | Dan Donegan, Mike Wengren, David Draiman               | Divisive           | 2022 |
| 4 | Hold on to Memories | Dan Donegan, Mike Wengren, David Draiman, Kevin Churko | Evolution          | 2018 |

### I
| # | Titel           | Autoren                                                | Album              | Jahr |
| - | --------------- | ------------------------------------------------------ | ------------------ | ---- |
| 1 | I’m Alive       | Dan Donegan, Mike Wengren, David Draiman               | The Thousand Fists | 2005 |
| 2 | Immortalized    | Dan Donegan, Mike Wengren, David Draiman, Kevin Churko | Immortalized       | 2015 |
| 3 | In Another Time | Dan Donegan, Mike Wengren, David Draiman, Kevin Churko | Evolution          | 2018 |
| 4 | Indestructible  | Dan Donegan, Mike Wengren, David Draiman               | Indestructible     | 2008 |
| 5 | The Infection   | Dan Donegan, Mike Wengren, David Draiman               | Asylum             | 2010 |
| 6 | Innocence       | Dan Donegan, Mike Wengren, David Draiman               | Asylum             | 2010 |
| 7 | Inside the Fire | Dan Donegan, Mike Wengren, David Draiman               | Indestructible     | 2008 |
| 8 | Intoxication    | Dan Donegan, Mike Wengren, David Draiman, Steve Kmak   | Believe            | 2002 |
| 9 | Ishfwilf (U2)   | U2, Bono                                               | Asylum             | 2010 |

### J
| # | Titel     | Autoren                                  | Album              | Jahr |
| - | --------- | ---------------------------------------- | ------------------ | ---- |
| 1 | Just Stop | Dan Donegan, Mike Wengren, David Draiman | The Thousand Fists | 2005 |

### L
| # | Titel                                | Autoren                                                | Album                | Jahr |
| - | ------------------------------------ | ------------------------------------------------------ | -------------------- | ---- |
| 1 | Land of Confusion (Genesis)          | Phil Collins, Tony Banks, Mike Rutherford              | The Thousand Fists   | 2005 |
| 2 | Leave it Alone                       | Dan Donegan, Mike Wengren, David Draiman               | Asylum               | 2010 |
| 3 | Legion of Monsters                   | Dan Donegan, Mike Wengren, David Draiman, Kevin Churko | Immortalized         | 2015 |
| 4 | Liberate                             | Dan Donegan, Mike Wengren, David Draiman, Steve Kmak   | Believe              | 2002 |
| 5 | The Light                            | Dan Donegan, Mike Wengren, David Draiman, Kevin Churko | Immortalized         | 2015 |
| 6 | Living After Midnight (Judas Priest) | Rob Halford, K. K. Downing, Glenn Tipton               | Asylum               | 2010 |
| 7 | Loading the Weapon                   | Disturbed                                              | Music as a Weapon II | 2003 |
| 8 | Love to Hate                         | Dan Donegan, Mike Wengren, David Draiman               | Divisive             | 2022 |

### M
| # | Titel                          | Autoren                                              | Album              | Jahr |
| - | ------------------------------ | ---------------------------------------------------- | ------------------ | ---- |
| 1 | Meaning of Life                | Dan Donegan, Mike Wengren, David Draiman, Steve Kmak | The Sickness       | 2000 |
| 2 | Midlife Crisis (Faith No More) | Mike Bordin, Roddy Bottum, Billy Gould, Mike Patton  | Indestructible     | 2008 |
| 3 | Mine                           | Dan Donegan, Mike Wengren, David Draiman             | The Lost Children  | 2011 |
| 4 | Mistress                       | Dan Donegan, Mike Wengren, David Draiman, Steve Kmak | Believe            | 2002 |
| 5 | Monster                        | Dan Donegan, Mike Wengren, David Draiman, John Moyer | The Thousand Fists | 2005 |
| 6 | My Child                       | Dan Donegan, Mike Wengren, David Draiman             | Asylum             | 2010 |

### N
| # | Titel       | Autoren                                                | Album          | Jahr |
| - | ----------- | ------------------------------------------------------ | -------------- | ---- |
| 1 | Never Again | Dan Donegan, Mike Wengren, David Draiman               | Asylum         | 2010 |
| 2 | Never Wrong | Dan Donegan, Mike Wengren, David Draiman, Kevin Churko | Immortalized   | 2015 |
| 3 | The Night   | Dan Donegan, Mike Wengren, David Draiman               | Indestructible | 2008 |
| 4 | No More     | Dan Donegan, Mike Wengren, David Draiman, Kevin Churko | Evolution      | 2018 |
| 5 | Numb        | Dan Donegan, Mike Wengren, David Draiman, Steve Kmak   | The Sickness   | 2000 |

### O
| # | Titel          | Autoren                                                | Album              | Jahr |
| - | -------------- | ------------------------------------------------------ | ------------------ | ---- |
| 1 | Old Friend     | Dan Donegan, Mike Wengren, David Draiman, Steve Kmak   | Asylum             | 2010 |
| 2 | Open Your Eyes | Dan Donegan, Mike Wengren, David Draiman, Kevin Churko | Immortalized       | 2015 |
| 3 | Overburdened   | Dan Donegan, Mike Wengren, David Draiman               | The Thousand Fists | 2005 |

### P
| # | Titel            | Autoren                                              | Album              | Jahr |
| - | ---------------- | ---------------------------------------------------- | ------------------ | ---- |
| 1 | Pain Redefined   | Dan Donegan, Mike Wengren, David Draiman             | The Thousand Fists | 2005 |
| 2 | Parasite         | Dan Donegan, Mike Wengren, David Draiman             | Indestructible     | 2008 |
| 3 | Part of Me       | Dan Donegan, Mike Wengren, David Draiman             | Divisive           | 2022 |
| 4 | Perfect Insanity | Dan Donegan, Mike Wengren, David Draiman, Steve Kmak | Indestructible     | 2008 |
| 5 | Prayer           | Dan Donegan, Mike Wengren, David Draiman, Steve Kmak | Believe            | 2002 |

### R
| # | Titel    | Autoren                                              | Album          | Jahr |
| - | -------- | ---------------------------------------------------- | -------------- | ---- |
| 1 | Remember | Dan Donegan, Mike Wengren, David Draiman, Steve Kmak | Believe        | 2002 |
| 2 | Remnants | Dan Donegan, Mike Wengren                            | Asylum         | 2010 |
| 3 | Rise     | Dan Donegan, Mike Wengren, David Draiman, Steve Kmak | Believe        | 2002 |
| 4 | Run      | Dan Donegan, Mike Wengren, David Draiman, Steve Kmak | Indestructible | 2008 |

### S
| #  | Titel                                    | Autoren                                                | Album              | Jahr |
| -- | ---------------------------------------- | ------------------------------------------------------ | ------------------ | ---- |
| 1  | Sacred Lie                               | Dan Donegan, Mike Wengren, David Draiman               | Ten Thousand Fists | 2005 |
| 2  | Sacrifice                                | Dan Donegan, Mike Wengren, David Draiman               | Asylum             | 2010 |
| 3  | Save Our Last Goodbye                    | Dan Donegan, Mike Wengren, David Draiman, Kevin Churko | Immortalized       | 2015 |
| 4  | Saviour of Nothing                       | Dan Donegan, Mike Wengren, David Draiman, Kevin Churko | Evolution          | 2018 |
| 5  | Serpentine                               | Dan Donegan, Mike Wengren, David Draiman               | Asylum             | 2010 |
| 6  | Shout 2000 (Tears for Fears)             | Ian Stanley, Roland Orzabal                            | The Sickness       | 2000 |
| 7  | Sickened                                 | Dan Donegan, Mike Wengren, David Draiman               | Ten Thousand Fists | 2005 |
| 8  | Sons of Plunder                          | Dan Donegan, Mike Wengren, David Draiman               | Ten Thousand Fists | 2005 |
| 9  | The Sound of Silence (Simon & Garfunkel) | Paul Simon                                             | Immortalized       | 2015 |
| 10 | Stricken                                 | Dan Donegan, Mike Wengren, David Draiman               | Ten Thousand Fists | 2005 |
| 11 | Stronger on Your Own                     | Dan Donegan, Mike Wengren, David Draiman, Kevin Churko | Evolution          | 2018 |
| 12 | Stupify                                  | Dan Donegan, Mike Wengren, David Draiman, Steve Kmak   | The Sickness       | 2000 |

### T
| # | Titel               | Autoren                                                | Album              | Jahr |
| - | ------------------- | ------------------------------------------------------ | ------------------ | ---- |
| 1 | Take Back Your Life | Dan Donegan, Mike Wengren, David Draiman, Drew Fulk    | Divisive           | 2022 |
| 2 | Ten Thousand Fists  | Dan Donegan, Mike Wengren, David Draiman               | Ten Thousand Fists | 2005 |
| 3 | This Moment         | Dan Donegan, Mike Wengren, David Draiman               | The Lost Children  | 2011 |
| 4 | This Venom          | Dan Donegan, Mike Wengren, David Draiman, Kevin Churko | Evolution          | 2018 |
| 5 | Torn                | Dan Donegan, Mike Wengren, David Draiman               | Indestructible     | 2008 |
| 6 | Two Worlds          | Dan Donegan, Mike Wengren, David Draiman               | Ten Thousand Fists | 2005 |
| 7 | Tyrant              | Dan Donegan, Mike Wengren, David Draiman, Kevin Churko | Immortalized       | 2015 |

### U
| # | Titel           | Autoren                                  | Album     | Jahr |
| - | --------------- | ---------------------------------------- | --------- | ---- |
| 1 | Uninvited Guest | Dan Donegan, David Draiman, Diane Warren | Evolution | 2018 |
| 2 | Unstoppable     | Dan Donegan, Mike Wengren, David Draiman | Divisive  | 2022 |

### V
| # | Titel            | Autoren                                                | Album        | Jahr |
| - | ---------------- | ------------------------------------------------------ | ------------ | ---- |
| 1 | The Vengeful One | Dan Donegan, Mike Wengren, David Draiman, Kevin Churko | Immortalized | 2015 |
| 2 | Violence Fetish  | Dan Donegan, Mike Wengren, David Draiman, Steve Kmak   | The Sickness | 2000 |
| 3 | Voices           | Dan Donegan, Mike Wengren, David Draiman, Steve Kmak   | The Sickness | 2000 |

### W
| # | Titel                      | Autoren                                                | Album        | Jahr |
| - | -------------------------- | ------------------------------------------------------ | ------------ | ---- |
| 1 | Want                       | Dan Donegan, Mike Wengren, David Draiman, Steve Kmak   | The Sickness | 2000 |
| 2 | Warning Sign               | Dan Donegan, Mike Wengren, David Draiman, Kevin Churko | Immortalized | 2015 |
| 3 | Warrior                    | Dan Donegan, Mike Wengren, David Draiman               | Asylum       | 2010 |
| 4 | Watch You Burn             | Dan Donegan, Mike Wengren, David Draiman, Kevin Churko | Evolution    | 2018 |
| 5 | What Are You Waiting For   | Dan Donegan, Mike Wengren, David Draiman, John Moyer   | Immortalized | 2015 |
| 6 | Who                        | Dan Donegan, Mike Wengren, David Draiman, Kevin Churko | Immortalized | 2015 |
| 7 | Who Taught You How to Hate | Dan Donegan, Mike Wengren, David Draiman, Kevin Churko | Immortalized | 2015 |
| 8 | Won’t Back Down            | Dan Donegan, Mike Wengren, David Draiman               | Divisive     | 2022 |

### Y
| # | Titel       | Autoren                                  | Album        | Jahr |
| - | ----------- | ---------------------------------------- | ------------ | ---- |
| 1 | You’re Mine | Dan Donegan, Mike Wengren, David Draiman | Immortalized | 2015 |

### 3
| # | Titel | Autoren                                  | Album             | Jahr |
| - | ----- | ---------------------------------------- | ----------------- | ---- |
| 1 | 3     | Dan Donegan, Mike Wengren, David Draiman | The Lost Children | 2011 |